# Bistum Kotor
Das Bistum Kotor (kroat.: Kotorska biskupija, lat.: Dioecesis Catharensis) ist eine der beiden in Montenegro gelegenen römisch-katholischen Diözesen. Sein Gebiet (674 km²) umfasst die rings um die Boka Kotorska gelegenen Ortschaften (Risan, Perast, Tivat, Herceg Novi u. a.). Die Katholiken des Bistums gehören zumeist der kroatischen Minderheit in Montenegro an. Nur wenige der Diözesanen sind Montenegriner und Albaner.
Bischofskirche der Diözese ist die unter Stefan Nemanja erbaute Kathedrale St. Tryphon (kroatisch und montenegrinisch Sveti Trifun) in Kotor. Traditionell ist das Bistum als Suffragan einer dalmatinischen Erzdiözese unterstellt. Seit 1969 gehört es dem Metropolitanverband der Erzdiözese Split-Makarska an. Der Bischof ist jedoch Mitglied der Internationalen Bischofskonferenz der Heiligen Kyrill und Method, die für Serbien, Nordmazedonien, Kosovo und Montenegro zuständig ist.

## Geschichte
An Stelle des heutigen Kotor befand sich in der römischen Kaiserzeit die Kolonie Ascrivium. Als Bischofssitz der Region ist bis Ende des 6. Jahrhunderts Risinium belegt, dessen letzter Bischof im Jahr 595 erwähnt wird, als die Stadt dem Ansturm der Awaren und Slawen zum Opfer fiel. 860 wurde Ascrivium von den Sarazenen zerstört, bald darauf aber wieder besiedelt.
Das Bistum Kotor wurde im 10. Jahrhundert errichtet, als die Bevölkerung der Region schon lange nicht mehr nur aus alteingesessenen Romanen, sondern auch aus Slawen bestand. Die engen, vom Mittelalter bis ins 18. Jahrhundert hinein bestehenden wirtschaftlichen, kirchlichen und kulturellen Beziehungen von Kotor zu Italien haben die Stadt und das Bistum entscheidend geprägt. So war bis ins 19. Jahrhundert hinein Italienisch die Kanzleisprache der bischöflichen Kurie.
Bei der Gründung des Bistums befand sich Kotor unter byzantinischer Herrschaft, die kirchliche Jurisdiktion hatte gleichwohl der Papst in Rom. Im 12. Jahrhundert war Kotor eine unabhängige Stadtrepublik, die eigene Münzen mit dem Bildnis des Stadt- und Bistumspatrons St. Tryphonius prägte. Nachdem Kotor schon einige Zeit in loser Abhängigkeit zum serbischen Fürstentum Doclea gestanden hatte, kam die Stadt nach 1340 unter die Herrschaft des serbischen Zaren Stefan Dušan, der versuchte, das Bistum in seine Reichskirche einzugliedern. Aber schon 1385 begab sich Kotor unter den Schutz des bosnischen Königs Tvrtko I., der die Autonomie der Stadt respektierte. Unter der langen venezianischen Herrschaft (1423–1797) war das Bistum Kotor Suffragan des Erzbistums Zara (Zadar). Dies blieb auch bis nach dem Zweiten Weltkrieg so.
Unter österreichischer Herrschaft wurde 1828 das lange unbesetzte kleine Bistum von Budva aufgelöst und mit Kotor vereinigt. Kurz vor Ausbruch des Ersten Weltkriegs zählte das Bistum rund 13.000 Gläubige. Gleichzeitig lebten etwa 15.000 Nichtkatholiken, zumeist Orthodoxe, in diesem Gebiet. Ein bedeutender Teil der Katholiken waren zu dieser Zeit, Seeleute der k.u.k. Kriegsmarine, die in Kotor stationiert war. Dementsprechend sank die Zahl der Katholiken, als das Gebiet der Bucht von Kotor 1918 mit Jugoslawien vereint wurde. Gleichzeitig wanderten orthodoxe Christen aus dem Landesinneren Montenegros zu. Der katholische Bevölkerungsanteil nahm im 20. Jahrhundert weiter ab, wodurch Kotor zu einem Diasporabistum geworden ist. Zuletzt hat 1992 eine größere Anzahl katholischer Kroaten (ca. 1.000) die Region aufgrund der Jugoslawienkriege verlassen. Bei der Neugliederung der kroatischen Kirchenprovinzen wurde Kotor 1969 dem Erzbistum Split-Makarska unterstellt.
1999 begründete der Bistumssekretär und Pfarrer von Dobrota, Branko Sbutega, die Diözesancaritas des Bistums. Das katholische Hilfswerk hatte schon kurz nach seiner Gründung tausende Flüchtlinge aus dem Kosovo zu betreuen, die vor dem Krieg nach Montenegro geflohen sind.